# Gare de Herent
Ne pas confondre avec la gare de Wijgmaal (dont le premier nom était Herent).
La gare de Herent (en néerlandais : station Herent) est une gare ferroviaire belge de la ligne 36, de Bruxelles-Nord à Liège-Guillemins, située sur le territoire de la commune de Herent, dans la province du Brabant flamand en Région flamande.
C'est une halte voyageurs de la Société nationale des chemins de fer belges (SNCB), desservie par des trains Suburbains (S).

## Situation ferroviaire
Établie à 33 mètres d'altitude, la gare de Herent est située au point kilométrique (PK) 24,135 de la ligne 36, de Bruxelles-Nord à Liège-Guillemins, entre les gares de Veltem et de Louvain.

## Histoire
La « station de Herent » est mise en service le 1er décembre 1867 par les Chemins de fer de l'État belge sur la ligne directe de Bruxelles à Louvain inaugurée l'année précédente. Pour permettre cette nomination la station dénommée « Herent » sur la ligne de Malines à Louvain a été renommée Wijgmael en 1866.
Une voie d'évitement est installée en 1879 et en 1896 c'est une gare ouverte à tous les transports. 
Le guichet est fermé le 23 mai 1993.
À la suite du réaménagement de l'infrastructure ferroviaire du fait du passage de la ligne à quatre voies, les aménagements des entrées et des quais avec notamment l'installation d'auvents et d'abris, dus à Eurostation (cabinet d'architecture d'Infrabel), sont effectués entre 2008 et 2010.

## Service des voyageurs

### Accueil
Halte SNCB, c'est un point d'arrêt non géré (PANG) à accès libre, équipée d'une salle d'attente, d'un automate pour l'achat de titres de transport et d'un panneau d'information au milieu du souterrain. Les quais surélevés sont équipés d'abris. La traversée des voies et le passage d'un quai à l'autre s'effectuent par un souterrain.

### Desserte
Herent est desservie par des trains Suburbains (S) de la relation S2 : Braine-le-Comte (ou Bruxelles-Midi) - Louvain,.
En semaine, les week-ends et jours fériés, la gare est desservie dans chaque sens par deux trains S2 par heure. Des trains de la ligne S9 du RER bruxellois (Nivelles - Louvain - Landen) via Evere, Schuman et Etterbeek) se rajoutent, une fois par heure, uniquement en semaine.

Installations
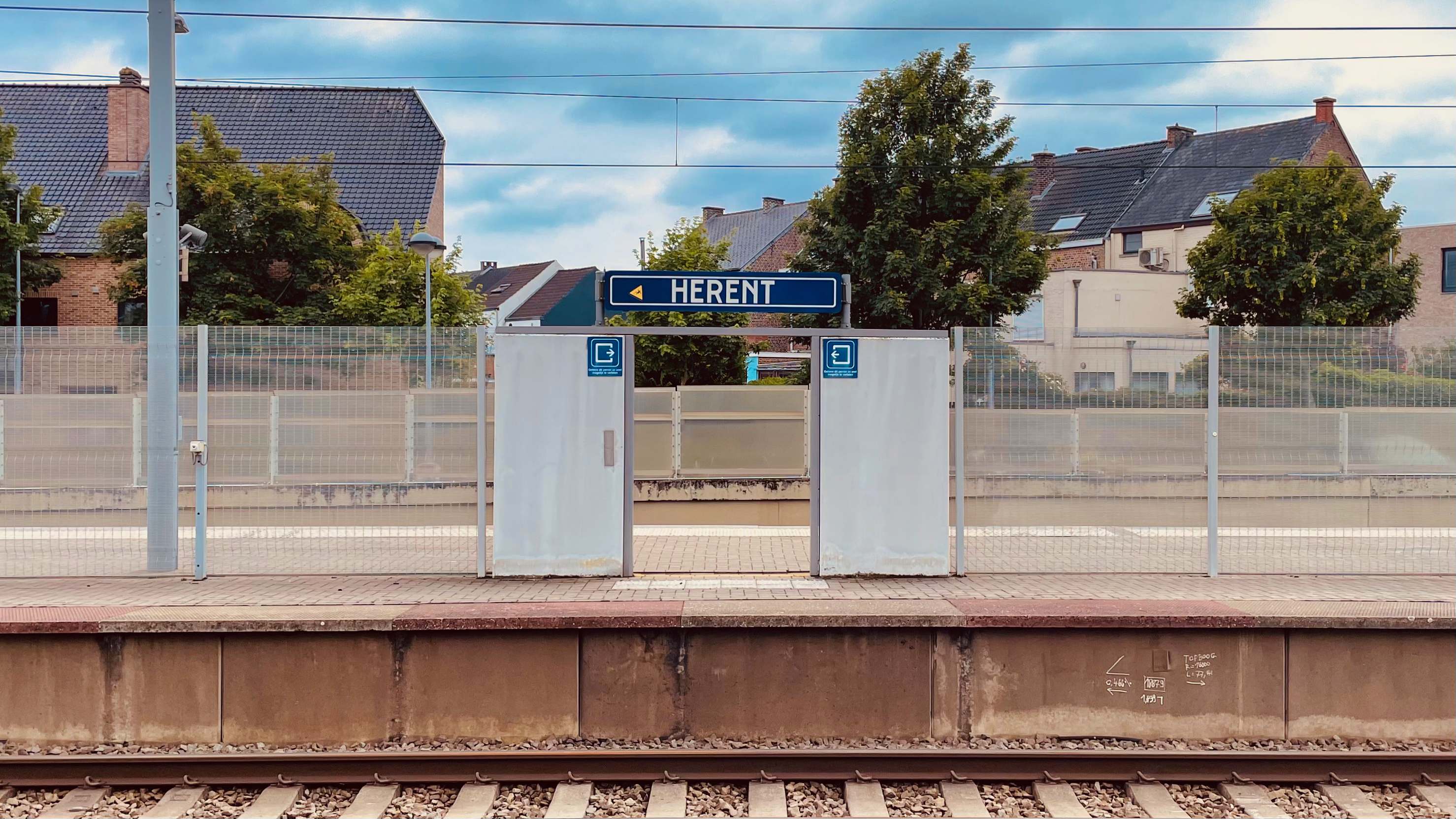
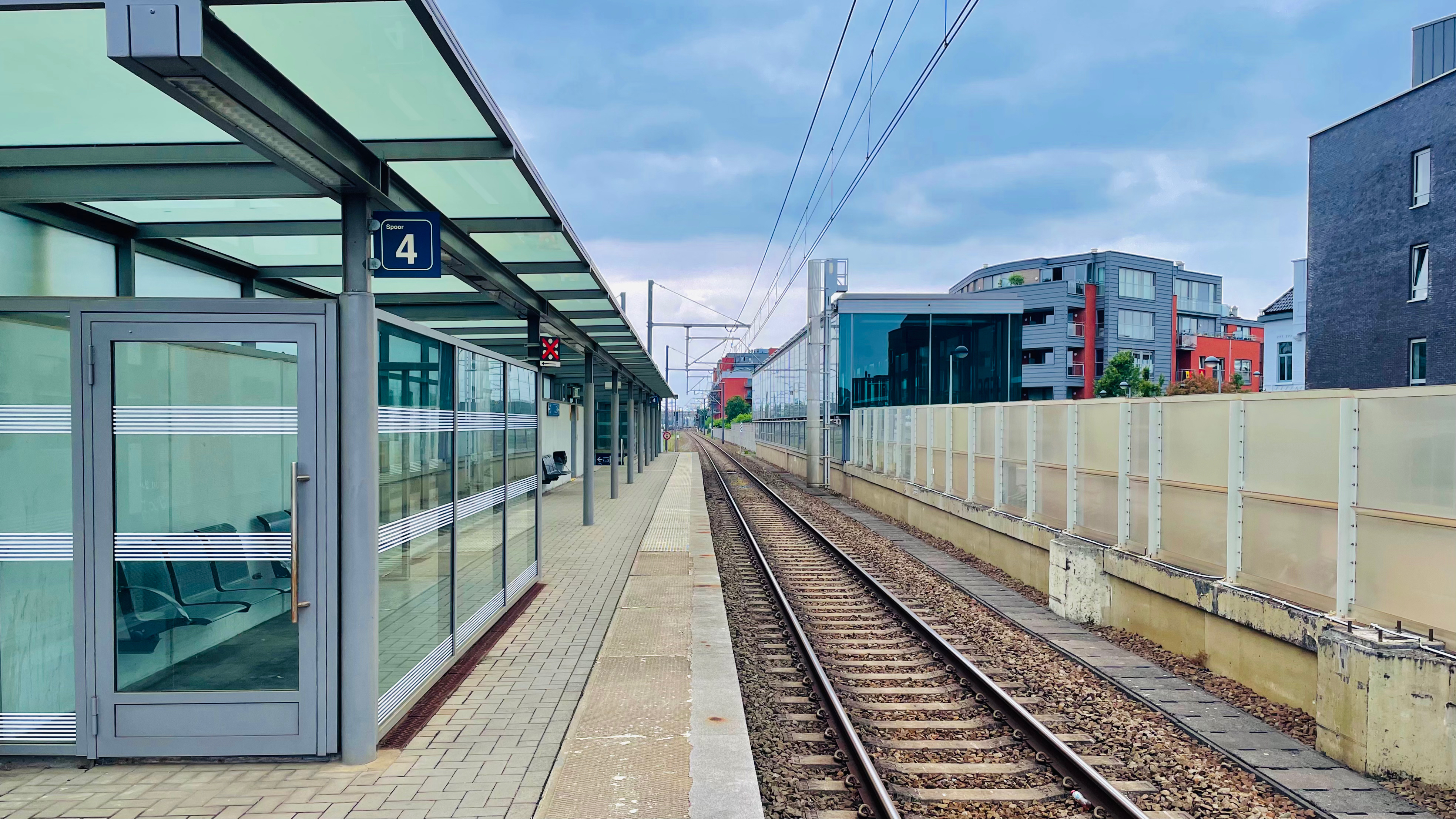
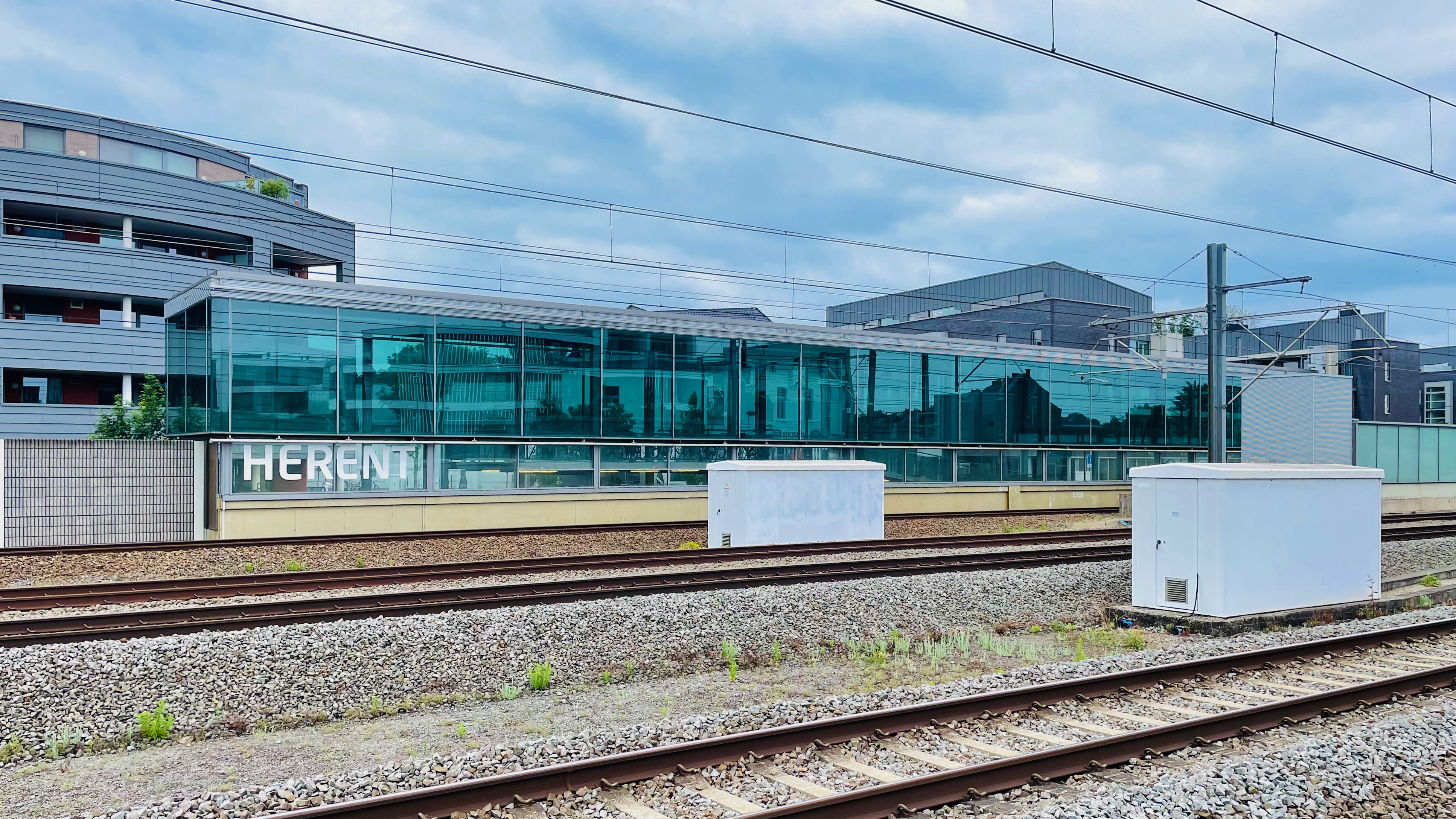

### Intermodalité
Un parc pour les vélos (gratuit) et un parking pour les véhicules (gratuit) y sont aménagés. Un arrêt de bus situé à proximité, sur la Mechelsesteenweg, est desservi par les lignes 4, 284, 285,  et 652 du réseau de la De Lijn.

## Comptage voyageurs
Ce graphique et tableau montre le nombre de voyageurs embarquant en moyenne durant la semaine, le samedi et le dimanche.
| Nombre de passagers qui embarquent à la gare de Herent | Nombre de passagers qui embarquent à la gare de Herent | Nombre de passagers qui embarquent à la gare de Herent | Nombre de passagers qui embarquent à la gare de Herent |
|                                                        | Semaine                                                | Samedi                                                 | Dimanche                                               |
| ------------------------------------------------------ | ------------------------------------------------------ | ------------------------------------------------------ | ------------------------------------------------------ |
| 1977                                                   | 432                                                    | 39                                                     | 37                                                     |
| 1978                                                   | 399                                                    | 60                                                     | 47                                                     |
| 1979                                                   | 427                                                    | 53                                                     | 47                                                     |
| 1980                                                   | 452                                                    | 31                                                     | 37                                                     |
| 1981                                                   | 440                                                    | 55                                                     | 32                                                     |
| 1982                                                   | 432                                                    | 57                                                     | 41                                                     |
| 1983                                                   | 419                                                    | 49                                                     | 32                                                     |
| 1984                                                   | 305                                                    | 35                                                     | 40                                                     |
| 1985                                                   | 332                                                    | 45                                                     | 89                                                     |
| 1986                                                   | 274                                                    | 42                                                     | 36                                                     |
| 1987                                                   | 327                                                    | 54                                                     | 140                                                    |
| 1988                                                   | 317                                                    | 36                                                     | 32                                                     |
| 1989                                                   | 285                                                    | 69                                                     | 30                                                     |
| 1990                                                   | 208                                                    | 45                                                     | 35                                                     |
| 1991                                                   | 237                                                    | 38                                                     | 20                                                     |
| 1992                                                   | 244                                                    | 40                                                     | 27                                                     |
| 1993                                                   | 293                                                    | 53                                                     | 34                                                     |
| 1994                                                   | 278                                                    | 50                                                     | 24                                                     |
| 1995                                                   | 236                                                    | 37                                                     | 17                                                     |
| 1996                                                   | 261                                                    | 30                                                     | 19                                                     |
| 1997                                                   | 232                                                    | 63                                                     | 36                                                     |
| 1998                                                   | 241                                                    | 26                                                     | 33                                                     |
| 1999                                                   | 290                                                    | 25                                                     | 25                                                     |
| 2000                                                   | 214                                                    | 23                                                     | 28                                                     |
| 2001                                                   | 256                                                    | 22                                                     | 31                                                     |
| 2002                                                   | 226                                                    | 23                                                     | 34                                                     |
| 2003                                                   | 219                                                    | 37                                                     | 24                                                     |
| 2004                                                   | 216                                                    | 30                                                     | 20                                                     |
| 2005                                                   | 257                                                    | 30                                                     | 51                                                     |
| 2006                                                   | 296                                                    | 25                                                     | 32                                                     |
| 2007                                                   | 352                                                    | 56                                                     | 38                                                     |
| 2008                                                   | -                                                      | -                                                      | -                                                      |
| 2009                                                   | 355                                                    | 43                                                     | 35                                                     |
| 2010                                                   | -                                                      | -                                                      | -                                                      |
| 2011                                                   | -                                                      | -                                                      | -                                                      |
| 2012                                                   | 388                                                    | 86                                                     | 75                                                     |
| 2013                                                   | 402                                                    | 71                                                     | 70                                                     |
| 2014                                                   | 387                                                    | 67                                                     | 41                                                     |
| 2015                                                   | 463                                                    | 56                                                     | 47                                                     |
| 2016                                                   | 483                                                    | 61                                                     | 70                                                     |
| 2017                                                   | 531                                                    | 66                                                     | 77                                                     |
| 2018                                                   | 631                                                    | 156                                                    | 132                                                    |
| 2019                                                   | 605                                                    | 127                                                    | 112                                                    |
| 2020                                                   | 305                                                    | 140                                                    | 67                                                     |
| 2021                                                   | -                                                      | -                                                      | -                                                      |
| 2022                                                   | 629                                                    | 224                                                    | 130                                                    |
| 2023                                                   | 591                                                    | 255                                                    | 135                                                    |
| 2024                                                   | 706                                                    | 239                                                    | 154                                                    |